# Winfried Neumann
Winfried Neumann (* 9. Juni 1942) ist ein deutscher Politiker (DDR-CDU, ab 1990 CDU) und ehemaliger Thüringer Landtagsabgeordneter.

## Leben
Neumann ist Diplom-Pädagoge und war als Sprach- und Stimmheilpädagoge in Arnstadt von 1972 bis 1990 tätig. Er trat der DDR-Blockpartei CDU 1975 bei und war unter anderem Stadtverordneter in Arnstadt.
Nach der politischen Wende zog Neumann als direkt gewählter Abgeordneter für die CDU in den Thüringer Landtag in den ersten beiden Wahlperioden (1990–1999) ein. Nach dem Verlust seines Landtagsmandats arbeitete er bis Dezember 2005 im öffentlichen Dienst des Freistaats Thüringen. Neumann lebt in Arnstadt.